# Pallamano ai XIII Giochi del Mediterraneo
Presentiamo in questa pagina tutti i risultati delle partite di pallamano ai XIII Giochi del Mediterraneo.

## Torneo maschile
Il torneo maschile di pallamano si disputa a nel nuovo palazzetto di Conversano, vi parteciparono 13 squadre che per la fase preliminare vennero suddivise in quattro gruppi, tre da tre squadre, e uno da quattro. Passavano il turno le prime due di ogni girone. Tutte le altre squadre partecipavano agli spareggi dal 9 al 13 posto Il podio finale vide la Croazia in prima posizione, seguita dall'Italia e dalla Spagna; quarto posto per Slovenia.
| Gruppo 1                                     | Gruppo 2                  | Gruppo 3               | Gruppo 4               |
| -------------------------------------------- | ------------------------- | ---------------------- | ---------------------- |
| Spagna Slovenia Turchia Bosnia ed Erzegovina | Jugoslavia Egitto Marocco | Algeria Croazia Grecia | Tunisia Italia Francia |

### Fase a gruppi

#### Gruppo 1
Classifica
| Gruppo 1             | Gruppo 1 | Gruppo 1 | Gruppo 1 | Gruppo 1 | Gruppo 1 | Gruppo 1 | Gruppo 1 | Gruppo 1 |
| Squadra              | G        | V        | N        | P        | F        | S        | D        | PT       |
| -------------------- | -------- | -------- | -------- | -------- | -------- | -------- | -------- | -------- |
| Spagna               | 3        | 2        | 1        | 0        | 89       | 68       | +21      | 5        |
| Slovenia             | 3        | 1        | 2        | 0        | 82       | 76       | +6       | 4        |
| Turchia              | 3        | 1        | 1        | 1        | 74       | 74       | 0        | 3        |
| Bosnia ed Erzegovina | 3        | 0        | 0        | 3        | 70       | 97       | -27      | 0        |

Risultati
|  | Slovenia | 31 – 25 | Bosnia ed Erzegovina |  |

|  | Spagna | 25 – 21 | Turchia |  |

|  | Bosnia ed Erzegovina | 20 – 37 | Spagna |  |

|  | Turchia | 24 – 24 | Slovenia |  |

|  | Turchia | 29 – 25 | Bosnia ed Erzegovina |  |

|  | Spagna | 27 – 27 | Slovenia |  |

#### Gruppo 2
Classifica
| Gruppo 2   | Gruppo 2 | Gruppo 2 | Gruppo 2 | Gruppo 2 | Gruppo 2 | Gruppo 2 | Gruppo 2 | Gruppo 2 |
| Squadra    | G        | V        | N        | P        | F        | S        | D        | PT       |
| ---------- | -------- | -------- | -------- | -------- | -------- | -------- | -------- | -------- |
| Egitto     | 2        | 2        | 0        | 0        | 41       | 34       | +7       | 4        |
| Jugoslavia | 2        | 1        | 0        | 1        | 41       | 33       | +8       | 2        |
| Marocco    | 2        | 0        | 0        | 2        | 32       | 47       | -16      | 0        |

Risultati
|  | Egitto | 22 – 18 | Marocco |  |

|  | Marocco | 14 – 25 | Jugoslavia |  |

|  | Jugoslavia | 16 – 19 | Egitto |  |

#### Gruppo 3
Classifica
| Gruppo 3 | Gruppo 3 | Gruppo 3 | Gruppo 3 | Gruppo 3 | Gruppo 3 | Gruppo 3 | Gruppo 3 | Gruppo 3 |
| Squadra  | G        | V        | N        | P        | F        | S        | D        | PT       |
| -------- | -------- | -------- | -------- | -------- | -------- | -------- | -------- | -------- |
| Algeria  | 2        | 2        | 0        | 0        | 54       | 38       | +7       | 4        |
| Croazia  | 2        | 1        | 0        | 1        | 48       | 48       | 0        | 2        |
| Grecia   | 2        | 0        | 0        | 2        | 44       | 60       | -16      | 0        |

Risultati
|  | Croazia | 30 – 24 | Grecia |  |

|  | Grecia | 20 – 30 | Algeria |  |

|  | Algeria | 24 – 18 | Croazia |  |

#### Gruppo 4
Classifica
| Gruppo 4 | Gruppo 4 | Gruppo 4 | Gruppo 4 | Gruppo 4 | Gruppo 4 | Gruppo 4 | Gruppo 4 | Gruppo 4 |
| Squadra  | G        | V        | N        | P        | F        | S        | D        | PT       |
| -------- | -------- | -------- | -------- | -------- | -------- | -------- | -------- | -------- |
| Tunisia  | 2        | 1        | 0        | 1        | 52       | 49       | +3       | 2        |
| Italia   | 2        | 1        | 0        | 1        | 40       | 40       | 0        | 2        |
| Francia  | 2        | 1        | 0        | 1        | 46       | 49       | -3       | 2        |

Risultati
|  | Francia | 16 – 21 | Italia |  |

|  | Italia | 19 – 24 | Tunisia |  |

|  | Tunisia | 28 – 30 | Francia |  |

### Fase finale
|  | Quarti di finale | Quarti di finale |          |          | Semifinali                | Semifinali                |  |  | Finale | Finale |
|  |                  |                  |          |          |                           |                           |  |  |        |        |
|  |                  |                  |          |          |                           |                           |  |  |        |        |
|  |                  |                  |          |          |                           |                           |  |  |        |        |
|  | Spagna           | 29               |          |          |                           |                           |  |  |        |        |
|  | Spagna           | 29               |          |          |                           |                           |  |  |        |        |
|  | Egitto           | 16               |          |          |                           |                           |  |  |        |        |
|  | Egitto           | 16               | Spagna   | 21       |                           |                           |  |  |        |        |
|  |                  |                  | Spagna   | 21       |                           |                           |  |  |        |        |
|  |                  | Italia           | 22       |          |                           |                           |  |  |        |        |
|  | Algeria          | Italia           | 22       | 20       |                           |                           |  |  |        |        |
|  | Algeria          |                  |          | 20       |                           |                           |  |  |        |        |
|  | Italia           | 27               |          |          |                           |                           |  |  |        |        |
|  | Italia           | 27               | Italia   | 20       |                           |                           |  |  |        |        |
|  |                  |                  | Italia   | 20       |                           |                           |  |  |        |        |
|  |                  | Croazia          | 21       |          |                           |                           |  |  |        |        |
|  | Jugoslavia       | Croazia          | 21       | 24       |                           |                           |  |  |        |        |
|  | Jugoslavia       |                  |          | 24       |                           |                           |  |  |        |        |
|  | Slovenia         | 25               |          |          |                           |                           |  |  |        |        |
|  | Slovenia         | 25               | Slovenia | 21       | Finale per il terzo posto | Finale per il terzo posto |  |  |        |        |
|  |                  |                  | Slovenia | 21       | Finale per il terzo posto | Finale per il terzo posto |  |  |        |        |
|  |                  | Croazia          | 23       |          |                           |                           |  |  |        |        |
|  | Tunisia          | Croazia          | 23       | 26       | Spagna                    | 31                        |  |  |        |        |
|  | Tunisia          |                  |          | 26       | Spagna                    | 31                        |  |  |        |        |
|  | Croazia          | 29               |          | Slovenia | 27                        |                           |  |  |        |        |
|  | Croazia          | 29               |          |          | 27                        |                           |  |  |        |        |
|  |                  |                  |          |          |                           |                           |  |  |        |        |
|  |                  |                  |          |          |                           |                           |  |  |        |        |

|  | Semifinali 5º/8º posto | Semifinali 5º/8º posto | Semifinali 5º/8º posto |            |        | Finale 5º/6º posto | Finale 5º/6º posto | Finale 5º/6º posto |  |
|  |                        |                        |                        |            |        |                    |                    |                    |  |
|  | Egitto                 | Egitto                 | 25                     |            |        |                    |                    |                    |  |
|  | Egitto                 | Egitto                 | 25                     |            |        |                    |                    |                    |  |
|  | Algeria                | Algeria                | 18                     |            |        |                    |                    |                    |  |
|  | Algeria                | Algeria                | 18                     |            | Egitto | Egitto             | 20                 |                    |  |
|  |                        |                        |                        |            | Egitto | Egitto             | 20                 |                    |  |
|  |                        |                        | Jugoslavia             | Jugoslavia | 23     |                    |                    |                    |  |
|  | Jugoslavia             | Jugoslavia             | Jugoslavia             | Jugoslavia | 23     | 28                 |                    |                    |  |
|  | Jugoslavia             | Jugoslavia             |                        |            |        | 28                 |                    |                    |  |
|  | Tunisia                | Tunisia                | 27                     |            |        | Finale 7º/8º posto | Finale 7º/8º posto | Finale 7º/8º posto |  |
|  | Tunisia                | Tunisia                | 27                     |            |        |                    |                    |                    |  |
|  |                        |                        |                        |            |        |                    |                    |                    |  |
|  |                        |                        |                        |            |        | Algeria            | Algeria            | 28                 |  |
|  |                        |                        |                        |            |        | Algeria            | Algeria            | 28                 |  |
|  |                        |                        |                        |            |        | Tunisia            | Tunisia            | 23                 |  |

### Classifica finale
| Posizione | Paese                                               |
| --------- | --------------------------------------------------- |
| Oro       | Croazia                                             |
| Argento   | Italia                                              |
| Bronzo    | Spagna                                              |
| 4ª        | Slovenia                                            |
| 5ª        | Jugoslavia                                          |
| 6ª        | Egitto                                              |
| 7ª        | Algeria                                             |
| 8ª        | Tunisia                                             |
| 9ª        | Francia Turchia Grecia Marocco Bosnia ed Erzegovina |